# Plante grimpante

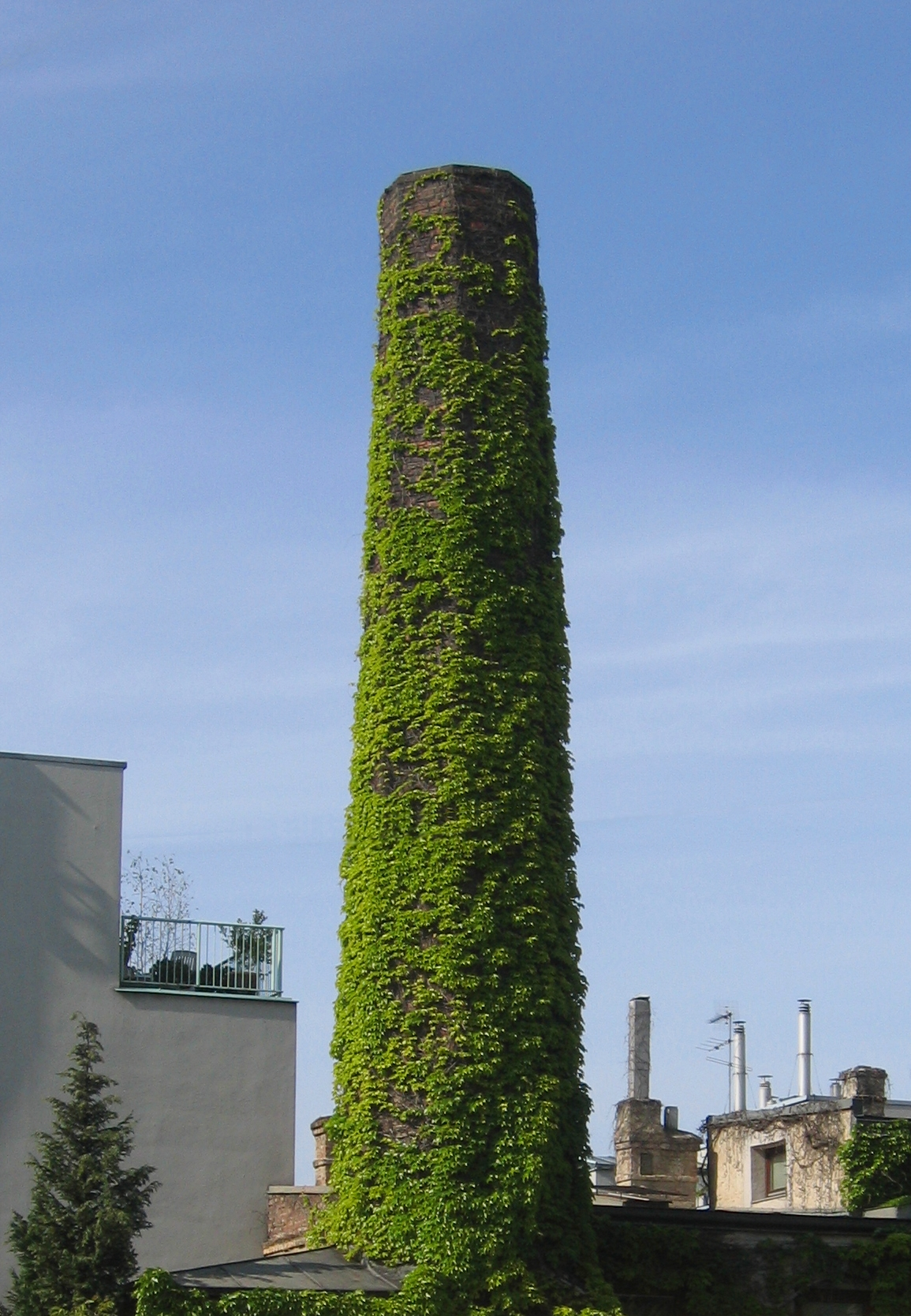
Une vieille cheminée d'usine en brique, presque totalement recouverte par une vigne vierge, située à Meidling, Vienne

Une plante grimpante est une plante capable de s'élever verticalement en s'appuyant, en s'accrochant ou en s'enroulant sur ou autour d'un support vertical, le plus souvent un autre végétal.

## Classification

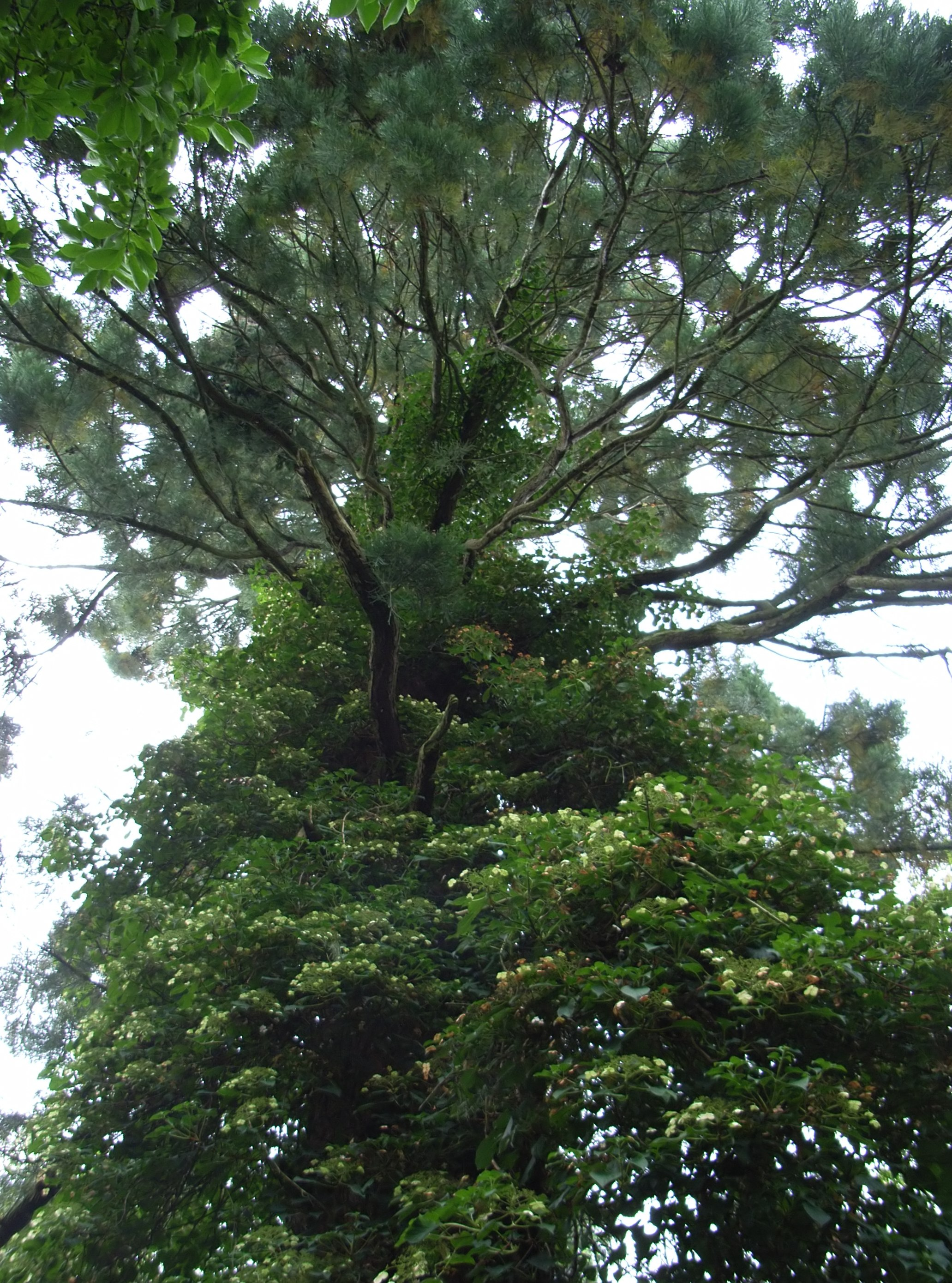
Exemple d'hortensia grimpant sur le tronc d'un arbre

On distingue les plantes grimpantes :
- sarmenteuses : tige ligneuse mais flexible s'appuyant à l'aide d'un palissage (comme le sarment de vigne). Exemple : jasmin, morelle faux jasmin,
- volubiles (du latin volubilis, « qui tourne ») : tige s'enroulant toute seule par thigmotropisme : chèvrefeuille, glycine, ipomoea, etc.
- à vrilles : clématites, petit pois, salsepareille, bryone dioïque,
- à crampons adaptés aux supports rugueux : lierre, hortensia grimpant,
- à ventouses adaptées aux supports lisses : vigne vierge,
- à rameaux épineux comme les rosiers grimpants, le bougainvillier.

Le volubilisme utilise deux tropismes pour trouver et s'attacher au support :
- le thigmotropisme : le contact au niveau d'une zone de croissance peut provoquer une inhibition locale de croissance, d'où une courbure dirigée vers le support,
- la circumnutation (en) (ou nutation des plantes) : croissance chirale et mouvement hélicoïdal de l'apex de la tige due à l'auxine activant la synthèse de cellulose synthases (en) qui coordonnent l'extrusion et la cristallisation de molécules de cellulose, donnant ainsi naissance à des microfibrilles cristallines calibrées dont l'agencement hélicoïdal joue un rôle clé dans l'organisation hélicoïdale des parois cellulaires[1]. L'hélice est de sens senestre (plantes sinistrorses : liseron, haricot d'Espagne) ou moins souvent dextre (plantes dextrorses : houblon, chèvrefeuille), plus rarement de sens inconstant (espèces comme la calebasse la Fougère Lygodium)[2].

## Utilisation
Les plantes grimpantes sont souvent employées comme plantes ornementales, notamment pour leur capacité à recouvrir de vieux murs et les transformer en décor végétal.

## Citation littéraire
« Des plantes grimpantes… accrochant leurs vrilles à un treillage » (Théophile Gautier).